# Утковка
Утко́вка (укр. Утківка) — посёлок, который находится под контролем города Мерефа и как его в основном называют «Утковка Мерефа» Утковский поселковый совет, Харьковский район, Харьковская область.
Является административным центром Утковского поселкового совета, в который, кроме того, входят сёла Верхняя Озеряна, Кринички, Лелюки и Нижняя Озеряна.

## Географическое положение
Посёлок городского типа Утковка находится на левом берегу реки Мжа,
выше по течению на расстоянии в 3 км расположено село Ракитное (Нововодолажский район),
ниже по течению примыкает город Мерефа, на противоположном берегу — село Селекционное.

## История
- Утковка основана в середине XVIII века; названа по фамилии местного помещика Утко́ва.
- Первое упоминание о ней отображено на ПГМ Харьковского уезда 1783 года, в 1785 году в селении насчитывалось 24 двора[5].
- В 1940 году, перед ВОВ, в Утковке были 126 дворов, кирпичный завод, два ж.д. и один автомобильный мост через Мжу.[2]
- В 1940 году на хуторе Горбы были 30 дворов.[1]
- Во время Великой Отечественной войны селение было оккупировано наступавшими немецкими войсками.
- В 1958 году был присвоен статус посёлок городского типа[5].
- По состоянию на начало 1966 года здесь действовали колхоз имени М. В. Фрунзе (в состав которого входили расположенные в посёлке мельница, крупорушка, маслоэкстракционный пункт, кирпичный завод, пилорама, ремонтные мастерские, столярные мастерские и 1721 га земли), восьмилетняя школа, клуб и библиотека[5]. Население в 1966 году вместе с подчинёнными населёнными пунктами составляло 3 800 человек.
- В дальнейшем колхоз был преобразован в откормочный совхоз[4].
- В январе 1989 года численность населения составляла 1351 человек[6], по данным переписи 2001 года — 1339 человек, на 1 января 2013 года — 1242 человека[7].

## Экономика
- Учебное хозяйство «им. 1 Мая» Харьковского института механизации и электрификации сельского хозяйства.
- Кирпичный завод.

## Объекты социальной сферы
- Детский сад.
- Школа.
- Клуб.
- Фельдшерско-акушерский пункт.

## Транспорт
Рядом проходят автомобильные дороги М-18 (E 105), Т-2107 и три железнодорожных ветки, станция Утковка.

## Достопримечательности
- Братская могила советских воинов. Похоронено 210 воинов.